# Frankfurter Hörspiel-Förderpreis
Der Frankfurter Hörspiel-Förderpreis ist ein Hörspielpreis, der vom Verein Frankfurter Künstlerhilfe e. V. vergeben wurde.
Der Preis wurde 1981 als Frankfurter Hörspielpreis gestiftet und war damals mit 20.000 DM dotiert. 1999 wurde der Preis in den Frankfurter Hörspiel-Förderpreis, dotiert mit 15.000 DM, umgewandelt. Er wurde laut Statut an einen „Radiokünstler (Autor, Komponist, Regisseur), der mit seinem ersten oder zweiten Hörspiel bewiesen hat, dass er der Gattung Hörspiel originelle und vielversprechende Impulse zu geben vermag“ verliehen.
Über die Vergabe entschied eine dreiköpfige Jury. Ziel des Preises, der unter Schirmherrschaft des Kulturdezernenten von Frankfurt am Main und des Intendanten des Hessischen Rundfunks steht, war es, „der Gattung Hörspiel zu mehr publizistischer Resonanz zu verhelfen. Junge und innovationsfreudige Künstler sollen angeregt werden, die Kultur des Hörens zukunftsgerecht weiterzuentwickeln.“
Die Förderung wurde zwischenzeitlich eingestellt. 

## Preisträger
Frankfurter Hörspielpreis
- 1985 George Tabori für sein Gesamtwerk
- 1987 Alfred Behrens für sein Gesamtwerk
- 1989 Ernst Jandl für sein Gesamtwerk
- 1992 Ror Wolf für sein Gesamtwerk
- 1992 Andreas Ammer Nachwuchs-Preis für Orbis Auditus

Frankfurter Hörspiel-Förderpreis
- 1999 Kai Buchholz für Es ist eine herrliche Sonne hier und ein schlechter Mensch. Ludwig Wittgenstein in Norwegen